# The Argument
The Argument es el sexto álbum de estudio de la banda estadounidense de post hardcore Fugazi, lanzado el 16 de octubre de 2001 a través de Dischord Records.

## Listado de canciones
1. "Untitled Intro" – 0:52
2. "Cashout" – 4:24
3. "Full Disclosure" – 3:53
4. "Epic Problem" – 3:59
5. "Life and Limb" – 3:09
6. "The Kill" – 5:27
7. "Strangelight" – 5:53
8. "Oh" – 4:29
9. "Ex-Spectator" – 4:18
10. "Nightshop" – 4:02
11. "Argument" – 4:27

- Datos: Q2261093